# Channay-sur-Lathan
Channay-sur-Lathan é uma comuna francesa na região administrativa do Centro, no departamento Indre-et-Loire. Estende-se por uma área de 28,9 km². Em 2010 a comuna tinha 843 habitantes (densidade: 29,2 hab./km²).